# Lispocephala squamifera
Lispocephala squamifera är en tvåvingeart som beskrevs av Stein 1913. Lispocephala squamifera ingår i släktet Lispocephala och familjen husflugor. Inga underarter finns listade i Catalogue of Life.